# Hershkovitz titi
Hershkovitz titi (Callicebus dubius) är en däggdjursart som beskrevs av Philip Hershkovitz 1988. Hershkovitz titi ingår i släktet springapor och familjen Pitheciidae. IUCN kategoriserar arten globalt som livskraftig. Inga underarter finns listade.
Enligt genetiska studier som publicerades 2016 bör Callicebus dubius infogas i Callicebus caligatus. Zoologerna påpekar att den genetiska skillnaden mellan dessa två taxa är minimal och de borde betraktas som populationer av en art. En annan studie från 2016 delar springaporna i tre släkten och dubius flyttas tillsammans med flera andra taxa till det nya släktet Plecturocebus.
För ett fåtal exemplar registrerades en kroppslängd (huvud och bål) av 37 cm (hannar) respektive 37 till 40 cm (honor), en svanslängd av 47 cm (hannar) respektive 39 till 44 cm (honor) samt en vikt av ungefär 800 g (båda kön). Håren som bildar pälsen på ryggen, på huvudets topp och på extremiteternas utsida har bruna, rödbruna och ljusbruna avsnitt och pälsfärgen är därför agouti. Djurets har en svartaktig svans förutom en fjärde till en tredje del vid spetsen som är vit. En krans kring ansiktets lägre delar är röd och på undersidan förekommer rödbrun päls. Underarmarna och vaderna är mer rödaktig än resten av extremiteterna. De ljusbruna till vita fingrar och tår står i kontrast till resten av händer och fötter som är svartaktiga. Mellan öronen finns en smal svart strimma med en bredare vit strimma ovanpå.
Denna springapa förekommer i nordvästra Brasilien samt i angränsande områden av norra Bolivia och östra Peru. Artens levnadssätt är nästan helt outrett. Det antas att den liksom andra springapor lever i olika slags skogar och att den äter frukter, frön, blad och insekter.